# Kevin Schaffartzik
Kevin Schaffartzik (* 17. Dezember 1988 in San Diego, Kalifornien) ist ein deutscher Basketballspieler. Der ehemalige Junioren-Nationalspieler spielte seit 2006, mit zweieinhalbjähriger Studienunterbrechung in den Vereinigten Staaten, für verschiedene Vereine in den zur 2. Basketball-Bundesliga gehörenden Spielklassen ProA und ProB. Im Frühjahr 2014 endete sein Engagement beim ProA-Ligisten Science City Jena vorzeitig, worauf Schaffartzik seine professionellen Ambitionen zurückstellte und sich auf einen Studienabschluss in Deutschland konzentrierte, wobei er weiter im Amateurbereich für den DBV Charlottenburg aktiv ist. Schaffartziks knapp fünf Jahre älterer Bruder Heiko Schaffartzik hatte es hingegen als professioneller Basketballspieler zum Herren-Nationalspieler und deutschen Meister mit dem FC Bayern München gebracht.

## Karriere
Mit der Herrenmannschaft seines Stammvereins TuS Lichterfelde, auch TuSLi abgekürzt, schaffte Kevin Schaffartzik, Sohn von Walter Schaffartzik, 2006 den Aufstieg in die Gruppe Nord der 2. Basketball-Bundesliga. Nach dem Klassenerhalt auf dem drittletzten Tabellenplatz in der 2. Basketball-Bundesliga 2006/07 wurden die Lichterfelder 2007 bei der folgenden Umgliederung der 2. BBL nach hierarchischen statt geographischen Gesichtspunkten in der nunmehr dritthöchsten Spielklasse ProB einsortiert. In der ProB 2007/08 war Schaffartzik mit gut 13 Punkten pro Spiel Topscorer in der sehr jungen, aber mit den späteren Herren-Nationalspielern Andreas Seiferth und Niels Giffey auch sehr talentierten Mannschaft unter Trainer Matej Mamić, die jedoch am Saisonende den Klassenerhalt auf dem viertletzten Tabellenplatz knapp verpasste. Beim Turniersieg der U20-Juniorennationalmannschaft bei der Europameisterschaft der Gruppe B im Sommer 2008, mit der die deutsche Juniorenauswahl die Rückkehr unter die 16 besten Auswahlmannschaften Europas erreichte, war Schaffartzik mit 25 Punkten Topscorer im Finale gegen Belgien. Anschließend wechselte Schaffartzik vom Absteiger Lichterfelde zum Lokalrivalen RSV Eintracht aus Stahnsdorf, der 2007 in die ProB aufgestiegen war. In der ProB 2008/09 reichte es am Saisonende zum neunten Tabellenplatz, wobei Schaffartzik im Dezember 2008 als Youngster des Monats ausgezeichnet wurde.
Ähnlich wie Elias Harris und Christian Standhardinger, die in der ProB 2008/09 ebenfalls eine Auszeichnung als Youngster des Monats erhalten hatten, ging Schaffartzik 2009 noch einmal für einen Studienaufenthalt in die Vereinigten Staaten, wo er bei einem beruflich bedingten längeren Aufenthalt seiner Eltern auch geboren worden war. Hier bekam er jedoch zunächst nur einen Studienplatz an einem Junior College und spielte in Odessa (Texas) für die Wranglers in der National Junior Collegiate Athletic Association (NJCAA), für die vor ihrer professionellen Karriere bereits die späteren NBA-Spieler Larry Johnson und Craig Ehlo gespielt hatten. Nach zwei Jahren hatte Schaffartzik vermeintlich die Voraussetzungen für ein weiterführendes Studium geschaffen, um auch für eine Hochschulmannschaft in der bedeutenderen National Collegiate Athletic Association (NCAA) zu spielen, und verpflichtete sich bei den Bearkats der Sam Houston State University in Huntsville (Texas). Doch eine Regeländerung der NCAA mit einer Neubewertung seiner basketballerischen Tätigkeit in Deutschland machte im Unterschied zu Harris und Standhardinger, die bereits für Hochschulmannschaften in der NCAA aktiv waren, eine Akkreditierung in der NCAA zunichte. Schaffartzik kehrte daraufhin nach Deutschland zurück und schloss sich zu Beginn des Jahres 2012 dem ProB-Ligisten Oettinger Rockets aus Gotha an, der eine Spielzeit zuvor 2010 in die dritthöchste Spielklasse aufgestiegen war. Mit den Rockets schaffte Schaffartzik in den Play-offs der ProB 2011/12 die Meisterschaft dieser Spielklasse und den Aufstieg in die ProA. Statt für die Rockets in Thüringen wechselte Schaffartzik jedoch ins nahe gelegene Sachsen nach Leipzig, wo die Uni-Riesen ebenfalls aus der ProB in die ProA 2012/13 nachrückten. Während die Rockets den Klassenerhalt erreichten, nützte den zwischenzeitlich abgeschlagenen Uni-Riesen auch eine Siegesserie am Saisonende nicht mehr zum Verbleib in der zweithöchsten Spielklasse.
Für die ProA 2013/14 bekam Schaffartzik jedoch einen Vertrag beim ehemaligen Erstligisten Science City aus Jena. Der Verein löste jedoch nach einer vermeintlichen Verfehlung den Zweijahresvertrag im Frühjahr 2014 vorzeitig auf. Anschließend entschloss sich Schaffartzik, sich zunächst auf einen Studienabschluss in seiner Heimatstadt Berlin zu konzentrieren, wo er aufgewachsen ist. Hier ist er wieder für seinen Stammverein TuS Lichterfelde aktiv, der in der vierthöchsten Spielklasse Regionalliga bei den Herren eine Spielgemeinschaft mit dem DBV Charlottenburg einging, nach der Auflösung der Kooperation spielte er für Charlottenburg in der 2. Regionalliga.
Inzwischen lebt Schaffartzik wieder in Kalifornien und ist dort beruflich tätig.